# 아이패드 미니 3
아이패드 미니 3(iPad mini 3)는 폭스콘과 페가수스가 제조하고 애플이 판매하는 iOS 태블릿 컴퓨터로, 아이패드 미니 2의 후속제품이다. 2015년 9월 9일 애플 신제품 발표회 이후 제품이 단종되었다.

## 연혁
- 2014년 10월 22일.: 제품 발표
- 2014년 11월 12일 : 제품 출시
- 2015년 9월 9일 : 제품 단종

## 색상
- 스페이스 그레이
- 실버
- 골드

## 같이 보기
- 아이폰 6
- 아이폰 6 플러스
- 아이패드 에어2